# Sporvogne i Rom
Roms sporvogne betjener Roms sporvejsnet. Den allerførste linje åbnede i 1877, og gik fra Piazzale Flaminio til Piazza Mancini. I dag er der 6 linjer med 192 stationer. Der er planer om at etablere flere linjer f.eks til Vatikanet.
| Trafik | Spire Denne trafikartikel er en spire som bør udbygges. Du er velkommen til at hjælpe Wikipedia ved at udvide den. |